# Nati nel 1834
| Questa pagina contiene informazioni ricavate automaticamente dalle voci biografiche con l'ausilio del template Bio e di un bot. L'aggiornamento è periodico e automatico e ricostruisce completamente la pagina. Se manca una persona in questa lista, sei pregato di non aggiungerla, ma accertati piuttosto che la sua voce biografica contenga il template Bio e che i dati anagrafici siano correttamente compilati. Se il template Bio manca, inseriscilo tu stesso o, in alternativa, metti l'avviso {{tmp\|Bio}} che ne segnala la mancanza. Se i dati riportati sono sbagliati, correggi direttamente la voce biografica; le modifiche saranno visibili in questa lista entro pochi giorni. Per chiarimenti vedi il progetto biografie. La lista contiene solo le 396 persone che sono citate nell'enciclopedia e per le quali è stato implementato correttamente il template Bio. Pagina aggiornata al 18 ago 2025. |

## Gennaio(39)
- 1º gennaio - Ludovic Halévy, librettista e commediografo francese († 1908)
- 1º gennaio - Salomon Stricker, patologo austriaco († 1898)
- 2 gennaio - Todor Burmov, politico bulgaro († 1906)
- 2 gennaio - Friedrich Louis Dobermann, allevatore tedesco († 1894)
- 2 gennaio - Vasilij Grigor'evič Perov, pittore russo († 1882)
- 3 gennaio - Enrico Fano, politico italiano († 1899)
- 4 gennaio - Frans de Potter, scrittore belga († 1904)
- 6 gennaio - Pirro Aporti, avvocato, giornalista e politico italiano († 1911)
- 7 gennaio - Johann Philipp Reis, scienziato e inventore tedesco († 1874)
- 7 gennaio - George Adolphus Storey, pittore e illustratore inglese († 1919)
- 8 gennaio - Carlos Sommervogel, insegnante francese († 1902)
- 9 gennaio - Roger William Bede Vaughan, arcivescovo cattolico britannico († 1883)
- 9 gennaio - Jan Verhas, pittore belga († 1896)
- 10 gennaio - John Emerich Edward Dalberg-Acton, storico e politico britannico († 1902)
- 10 gennaio - Fukuzawa Yukichi, scrittore e saggista giapponese († 1901)
- 13 gennaio - John Gilbert Baker, botanico britannico († 1920)
- 13 gennaio - Elis Fischer, banchiere, avvocato e politico svedese († 1889)
- 15 gennaio - Eugène Bertrand, comico, impresario teatrale e direttore teatrale francese († 1899)
- 15 gennaio - Frederick DuCane Godman, entomologo e ornitologo inglese († 1919)
- 17 gennaio - Franz Josef Bucher, imprenditore svizzero († 1906)
- 17 gennaio - Gaetano Carlucci, presbitero, teologo e missionario italiano († 1900)
- 17 gennaio - Hannah Maynard, fotografa canadese († 1918)
- 17 gennaio - August Weismann, biologo e botanico tedesco († 1914)
- 18 gennaio - Volodymyr Antonovyč, storico ucraino († 1908)
- 19 gennaio - Joanny Chatigny, pittore, incisore e scultore francese († 1886)
- 20 gennaio - Adolph Frank, chimico, ingegnere e imprenditore tedesco († 1916)
- 21 gennaio - Ciro Goiorani, scrittore e giornalista italiano († 1908)
- 21 gennaio - Johannes Von Euch, vescovo cattolico tedesco († 1922)
- 24 gennaio - Giuseppe Miraglia, politico e magistrato italiano († 1896)
- 25 gennaio - Otto Scholderer, pittore tedesco († 1902)
- 26 gennaio - Angelo Grasso, impresario teatrale italiano († 1888)
- 26 gennaio - Marie Sasse, soprano belga († 1907)
- 28 gennaio - Sabine Baring-Gould, presbitero e scrittore britannico († 1924)
- 29 gennaio - Giuseppe Dalla Vedova, geografo italiano († 1919)
- 30 gennaio - Reinhold von Anrep-Elmpt, esploratore russo († 1888)
- 30 gennaio - Gioacchino III di Costantinopoli, arcivescovo ortodosso ottomano († 1912)
- 31 gennaio - Carl Gustaf Estlander, storico dell'arte e scrittore finlandese († 1910)
- 31 gennaio - Lise Tautin, soprano francese († 1874)
- 31 gennaio - Corrado Tommasi Crudeli, medico e politico italiano († 1900)

## Febbraio(42)
- 1º febbraio - Nicolás Rey y Redondo, vescovo cattolico spagnolo († 1917)
- 2 febbraio - Charles Hays, politico statunitense († 1879)
- 2 febbraio - Edoardo Herter, patriota, medico e missionario italiano († 1889)
- 2 febbraio - Jules-Marie Sevestre, pittore francese († 1901)
- 3 febbraio - Filippo Erba, patriota e militare italiano († 1905)
- 4 febbraio - Eugenio Cecconi, arcivescovo cattolico e poeta italiano († 1888)
- 6 febbraio - Edwin Klebs, patologo tedesco († 1913)
- 6 febbraio - William Dorsey Pender, generale statunitense († 1863)
- 6 febbraio - Ema Pukšec, soprano croato († 1889)
- 7 febbraio - Rocco Chirichigno, brigante italiano († 1865)
- 7 febbraio - Estanislao del Campo, poeta argentino († 1880)
- 8 febbraio - Giuseppe Maria Graniello, cardinale e arcivescovo cattolico italiano († 1896)
- 8 febbraio - Dmitrij Ivanovič Mendeleev, chimico russo († 1907)
- 9 febbraio - Felix Dahn, scrittore e giurista tedesco († 1912)
- 9 febbraio - Kamehameha IV delle Hawaii, sovrano († 1863)
- 10 febbraio - Giuseppe Damiani Almeyda, ingegnere e architetto italiano († 1911)
- 10 febbraio - Francis Fox Tuckett, alpinista britannico († 1913)
- 11 febbraio - Luigi Sanminiatelli Zabarella, giurista e politico italiano († 1879)
- 12 febbraio - Giuseppe Torquato Gargani, poeta e letterato italiano († 1862)
- 13 febbraio - Heinrich Caro, chimico tedesco († 1910)
- 13 febbraio - Maurice Chaper, geologo e mineralogista francese († 1896)
- 14 febbraio - Giuseppe Mannetti, politico italiano († 1901)
- 15 febbraio - Giovanni Battista Berisso, imprenditore italiano († 1893)
- 15 febbraio - Paul Guigou, pittore francese († 1871)
- 16 febbraio - Henri Chouteau, operaio francese († 1896)
- 16 febbraio - Ernst Haeckel, biologo, zoologo e filosofo tedesco († 1919)
- 16 febbraio - Petter Adolf Karsten, micologo finlandese († 1917)
- 18 febbraio - Lev Ivanovič Ivanov, coreografo russo († 1901)
- 19 febbraio - Hermann Snellen, medico olandese († 1908)
- 21 febbraio - Guido San Martino Valperga, politico italiano († 1916)
- 23 febbraio - Domenico Augimeri, pittore italiano († 1911)
- 23 febbraio - Giovanni Marangoni, patriota italiano († 1869)
- 23 febbraio - Gustav Nachtigal, esploratore tedesco († 1885)
- 23 febbraio - Ernesto Nicolini, tenore francese († 1898)
- 23 febbraio - Emanuele Notarbartolo, banchiere e politico italiano († 1893)
- 24 febbraio - Julius Kollmann, antropologo, anatomista e zoologo tedesco († 1918)
- 26 febbraio - Marco Lemmi, pittore e fotografo italiano († 1900)
- 26 febbraio - Giuseppe Venanzio Olivieri, militare italiano († 1891)
- 26 febbraio - Sebastiano Richiardi, anatomista e zoologo italiano († 1904)
- 26 febbraio - Giuseppe Sciuti, pittore italiano († 1911)
- 28 febbraio - Carlo Lombardi, militare italiano († 1865)
- 28 febbraio - Charles Santley, baritono inglese († 1922)

## Marzo(37)
- 1º marzo - Tito Chelazzi, pittore italiano († 1892)
- 2 marzo - Antonio María Cascajares y Azara, cardinale e arcivescovo cattolico spagnolo († 1901)
- 4 marzo - Nancy Green, modella, cuoca e attivista statunitense († 1923)
- 5 marzo - Félix de Blochausen, politico lussemburghese († 1915)
- 5 marzo - Marietta Piccolomini, soprano italiano († 1899)
- 5 marzo - Francesco Taddei, falsario e criminale sammarinese († 1916)
- 6 marzo - Claudina Cucchi, ballerina italiana († 1913)
- 6 marzo - Viktor Dubský von Třebomyslice, diplomatico, militare e nobile boemo († 1915)
- 6 marzo - George du Maurier, illustratore e scrittore inglese († 1896)
- 6 marzo - Friedrich Müller, linguista, etnologo e bibliotecario austriaco († 1898)
- 6 marzo - Gustav Warneck, teologo tedesco († 1910)
- 7 marzo - Giovanni Ferro Luzzi, magistrato e politico italiano († 1910)
- 10 marzo - Gabriele Bordonaro, imprenditore e politico italiano († 1913)
- 10 marzo - Luke Dillon, IV barone Clonbrock, imprenditore britannico († 1917)
- 10 marzo - Giovanni Battista Rota, vescovo cattolico italiano († 1913)
- 11 marzo - Enrico Albanese, patriota e chirurgo italiano († 1889)
- 12 marzo - Hilary Abner Herbert, politico statunitense († 1919)
- 14 marzo - Antonio Barzaghi Cattaneo, pittore svizzero († 1922)
- 15 marzo - Giacomo Cusmano, presbitero e medico italiano († 1888)
- 16 marzo - Antonino Bertolotti, scrittore, archivista e storico dell'arte italiano († 1893)
- 16 marzo - James Hector, geologo, naturalista e chirurgo scozzese († 1907)
- 17 marzo - Gottlieb Daimler, ingegnere e imprenditore tedesco († 1900)
- 18 marzo - Camille Silvy, fotografo francese († 1910)
- 19 marzo - Francesco Acri, filosofo italiano († 1913)
- 20 marzo - Charles W. Eliot, educatore statunitense († 1926)
- 20 marzo - Arthur Orton, truffatore britannico († 1898)
- 23 marzo - Ernst Bosch, pittore tedesco († 1917)
- 23 marzo - Julius Reubke, compositore, pianista e organista tedesco († 1858)
- 24 marzo - Alberto Maria Centurione, archeologo e gesuita italiano († 1889)
- 24 marzo - William Morris, artista e scrittore britannico († 1896)
- 24 marzo - John Wesley Powell, geologo, esploratore e militare statunitense († 1902)
- 25 marzo - Carlo Alberto Ferdinando Maffei di Boglio, diplomatico e politico italiano († 1897)
- 27 marzo - Walter Carpenter, ammiraglio e politico britannico († 1904)
- 28 marzo - Rufus Bullock, politico statunitense († 1907)
- 28 marzo - Giuseppe Sante Carrara, patriota italiano († 1880)
- 29 marzo - Girolamo Maria Gotti, cardinale e arcivescovo cattolico italiano († 1916)
- 29 marzo - János Kriesch, zoologo, agronomo e biologo ungherese († 1888)

## Aprile(24)
- 1º aprile - James Fisk, imprenditore statunitense († 1872)
- 1º aprile - René de La Tour du Pin, politico e militare francese († 1924)
- 2 aprile - Francisco García Calderón, politico peruviano († 1905)
- 4 aprile - Elena di Baviera, duchessa tedesca († 1890)
- 5 aprile - Angelo Bottino, militare italiano († 1866)
- 5 aprile - Eliodoro Lombardi, poeta e scrittore italiano († 1894)
- 5 aprile - Prentice Mulford, scrittore statunitense († 1891)
- 5 aprile - Frank Richard Stockton, scrittore e umorista statunitense († 1902)
- 9 aprile - Edmond Nicolas Laguerre, matematico francese († 1886)
- 11 aprile - Charles Douglas-Home, XII conte di Home, nobile scozzese († 1918)
- 12 aprile - Enrico Bianchetti, archeologo, storico e fotografo italiano († 1894)
- 14 aprile - Guglielmo Sanfelice d'Acquavella, cardinale e arcivescovo cattolico italiano († 1897)
- 15 aprile - Thomas François Burgers, politico boero († 1881)
- 16 aprile - Włodzimierz Czacki, cardinale e arcivescovo cattolico polacco († 1888)
- 16 aprile - Charles Lennox Richardson, mercante britannico († 1862)
- 17 aprile - Giovanbattista Marotti, ingegnere e architetto italiano († 1908)
- 19 aprile - Grigorij Grigor'evič Mjasoedov, pittore russo († 1911)
- 21 aprile - Adrien René Franchet, botanico francese († 1900)
- 22 aprile - Gaston Planté, fisico francese († 1889)
- 25 aprile - Tito Aguiari, pittore italiano († 1908)
- 26 aprile - Ugo Schiff, chimico tedesco († 1915)
- 28 aprile - Louis Ruchonnet, politico svizzero († 1893)
- 29 aprile - Shmuel Schneersohn, filosofo, mistico e religioso russo († 1882)
- 30 aprile - John Lubbock, archeologo britannico († 1913)

## Maggio(26)
- 1º maggio - Francesco Fiorentino, filosofo e storico della filosofia italiano († 1884)
- 1º maggio - Filippo Liardo, pittore e patriota italiano († 1917)
- 5 maggio - Viktor Aleksandrovič Hartmann, pittore e architetto russo († 1873)
- 8 maggio - Antonio Ermolao Paoletti, pittore italiano († 1912)
- 9 maggio - Alexander Calandrelli, scultore tedesco († 1903)
- 9 maggio - Angelo Pometta, medico e politico svizzero († 1876)
- 10 maggio - Giacomo Manuelli, chimico, fisico e ingegnere italiano († 1905)
- 10 maggio - Angelina Ortolani, soprano italiano († 1913)
- 13 maggio - Henri Bouchet-Doumenq, pittore francese († 1908)
- 16 maggio - Alessandro Martini, imprenditore italiano († 1905)
- 16 maggio - Leonardo Perosa, bibliotecario e critico letterario italiano († 1904)
- 16 maggio - Maria Teresa de Soubiran La Louvière, religiosa francese († 1889)
- 17 maggio - Pietro Baiocchi, militare e patriota italiano († 1860)
- 17 maggio - Walter Hermann von Heineke, chirurgo tedesco († 1901)
- 20 maggio - Albert Niemann, chimico e farmacista tedesco († 1861)
- 21 maggio - Carlo I di Löwenstein-Wertheim-Rosenberg, nobile tedesco († 1921)
- 21 maggio - Maria Isabella d'Asburgo-Lorena, nobile italiana († 1901)
- 22 maggio - Auguste Barth, orientalista, storico delle religioni e epigrafista francese († 1916)
- 23 maggio - Frīdrihs Jānis Baumanis, architetto lettone († 1891)
- 23 maggio - Carl Heinrich Bloch, pittore danese († 1890)
- 24 maggio - Alphonso Barto, politico statunitense († 1899)
- 24 maggio - Giuseppe Carnazza Puglisi, giurista e politico italiano († 1910)
- 25 maggio - Antonio Manno, imprenditore, politico e storico italiano († 1918)
- 25 maggio - John Tebbutt, astronomo australiano († 1916)
- 28 maggio - Coriolano Biacchi, compositore italiano († 1914)
- 28 maggio - Isidoro Mel, patriota, magistrato e politico italiano († 1906)

## Giugno(17)
- 2 giugno - Teresa Stolz, soprano austriaco († 1902)
- 3 giugno - Joseph Doutrelepont, chirurgo e dermatologo tedesco († 1918)
- 4 giugno - Paul Friedrich August Ascherson, storico, botanico e linguista tedesco († 1913)
- 4 giugno - Jacob Volhard, chimico tedesco († 1910)
- 5 giugno - Henri Théophile Bocquillon, botanico francese († 1884)
- 6 giugno - Vincenzo De Rossi Re, matematico italiano († 1888)
- 7 giugno - Francesco Denza, religioso, meteorologo e astronomo italiano († 1894)
- 13 giugno - Enrico Paglia, naturalista e agronomo italiano († 1889)
- 19 giugno - Wilhelm von Henke, anatomista tedesco († 1896)
- 19 giugno - Charles Spurgeon, predicatore britannico († 1892)
- 22 giugno - William Chester Minor, medico e letterato statunitense († 1920)
- 23 giugno - Alexandru Odobescu, archeologo rumeno († 1895)
- 24 giugno - Clemente Pagnani, vescovo cattolico italiano († 1911)
- 27 giugno - Gaetano Bastianelli, fantino italiano († 1908)
- 29 giugno - Luigi Chiala, politico e giornalista italiano († 1904)
- 29 giugno - Biagio Licata di Baucina, politico italiano († 1893)
- 30 giugno - María del Carmen González-Ramos, religiosa spagnola († 1899)

## Luglio(26)
- 1º luglio - Jadwiga Łuszczewska, poetessa e scrittrice polacca († 1908)
- 2 luglio - Domenico Farini, militare e politico italiano († 1900)
- 4 luglio - Christopher Dresser, designer scozzese († 1904)
- 4 luglio - Frank McCoppin, politico statunitense († 1897)
- 5 luglio - Maurice Raynaud, medico francese († 1881)
- 6 luglio - Henry Haversham Godwin-Austen, geodeta, geologo e naturalista britannico († 1923)
- 7 luglio - Emil Hübner, filologo tedesco († 1901)
- 7 luglio - Michele Lenzi, pittore italiano († 1886)
- 9 luglio - Jan Neruda, scrittore, poeta e giornalista ceco († 1891)
- 10 luglio - James Abbott McNeill Whistler, pittore, incisore e litografo statunitense († 1903)
- 14 luglio - János Zichy, nobile e militare ungherese († 1916)
- 15 luglio - Giuseppe Bandi, patriota, scrittore e giornalista italiano († 1894)
- 15 luglio - Friedrich von Kenner, archeologo e numismatico austriaco († 1922)
- 16 luglio - Carlo Angeloni, compositore italiano († 1901)
- 16 luglio - Adolf Lüderitz, imprenditore e esploratore tedesco († 1886)
- 17 luglio - Debsirindra, regina siamese († 1861)
- 18 luglio - Próspero Fernández Oreamuno, politico costaricano († 1885)
- 18 luglio - Pietro Sassi, pittore italiano († 1905)
- 19 luglio - Edgar Degas, pittore e scultore francese († 1917)
- 19 luglio - Luigi Parazzi, presbitero, bibliotecario e letterato italiano († 1914)
- 21 luglio - Gioacchino Giuseppe Napoleone Murat, generale e nobile francese († 1901)
- 23 luglio - James Gibbons, cardinale e arcivescovo cattolico statunitense († 1921)
- 24 luglio - Antonio de Reali, politico italiano († 1887)
- 27 luglio - Miguel Grau Seminario, militare peruviano († 1879)
- 30 luglio - Rudolf Epp, pittore tedesco († 1910)
- 31 luglio - Paolo Lioy, naturalista, patriota e politico italiano († 1911)

## Agosto(26)
- 2 agosto - Auguste Bartholdi, scultore e patriota francese († 1904)
- 4 agosto - Gaspar Núñez de Arce, drammaturgo spagnolo († 1903)
- 4 agosto - John Venn, matematico e statistico inglese († 1923)
- 7 agosto - Sofia di Baden, principessa tedesca († 1904)
- 9 agosto - Nicola Botta, politico, avvocato e patriota italiano († 1886)
- 9 agosto - Manuel Pardo, politico peruviano († 1878)
- 10 agosto - Giuseppe Castellazzi, architetto, ingegnere e restauratore italiano († 1887)
- 12 agosto - Hipólito Vera y Talonia, vescovo cattolico, scrittore e storico messicano († 1898)
- 15 agosto - Luigi Crosio, pittore italiano († 1916)
- 15 agosto - Giacomo Merizzi, arcivescovo cattolico italiano († 1916)
- 16 agosto - Emmerik Acton, militare italiano († 1901)
- 16 agosto - Maria Sidonia di Sassonia, principessa sassone († 1862)
- 17 agosto - Wilhelm Fröhner, archeologo e numismatico tedesco († 1925)
- 19 agosto - Malachia Marchesi De Taddei, militare italiano († 1878)
- 20 agosto - Karl Załuski von Zaluskie, diplomatico, orientalista e linguista polacco († 1919)
- 21 agosto - Eugenio Antonio Olivero, generale italiano († 1917)
- 22 agosto - Paul Kummer, micologo tedesco († 1912)
- 22 agosto - Samuel Pierpont Langley, astronomo, inventore e pioniere dell'aviazione statunitense († 1906)
- 24 agosto - Frederick Benteen, generale statunitense († 1898)
- 24 agosto - Bartolomeo Marchelli, patriota e illusionista italiano († 1903)
- 24 agosto - Vincenzo Rogadeo, politico e nobile italiano († 1899)
- 24 agosto - Michele Tedesco, pittore italiano († 1917)
- 27 agosto - Augustus Henry Mounsey, ambasciatore, viaggiatore e scrittore britannico († 1882)
- 29 agosto - Ignazio Invernizzi, magistrato e militare italiano († 1898)
- 30 agosto - Gaetano Blandini, vescovo cattolico italiano († 1898)
- 31 agosto - Amilcare Ponchielli, compositore e direttore di banda italiano († 1886)

## Settembre(27)
- 2 settembre - Luigi Maccaferri, patriota e ingegnere italiano († 1903)
- 2 settembre - Giorgio Sommer, fotografo tedesco († 1914)
- 2 settembre - Josef Zemp, politico svizzero († 1908)
- 4 settembre - Jenő Doby, pittore, incisore e grafico ungherese († 1907)
- 4 settembre - Clara Harris, statunitense († 1883)
- 5 settembre - Salvador Casañas y Pagés, cardinale e vescovo cattolico spagnolo († 1908)
- 5 settembre - Vicente Palmaroli, pittore spagnolo († 1896)
- 5 settembre - Francesco Penserini, magistrato e politico italiano († 1909)
- 5 settembre - Gaetano d'Alessandro, arcivescovo cattolico italiano († 1911)
- 7 settembre - Édouard Pailleron, poeta e commediografo francese († 1899)
- 11 settembre - Aleksej Sergeevič Suvorin, editore, giornalista e scrittore russo († 1912)
- 11 settembre - Felice Tribolati, giurista, avvocato e letterato italiano († 1898)
- 13 settembre - William Bouwens van der Boijen, architetto olandese († 1907)
- 13 settembre - Giuseppe Costetti, drammaturgo italiano († 1928)
- 13 settembre - Francesco Lanza Spinelli di Scalea, nobile, politico e imprenditore italiano († 1919)
- 15 settembre - Giuseppe Borsalino, artigiano e imprenditore italiano († 1900)
- 15 settembre - Heinrich von Treitschke, storico tedesco († 1896)
- 18 settembre - Giuseppe Incorpora, fotografo italiano († 1914)
- 20 settembre - Gaetano Camillo Guindani, vescovo cattolico italiano († 1904)
- 20 settembre - Maria Francesca del Liechtenstein, principessa austriaca († 1909)
- 21 settembre - Charles Lamoureux, direttore d'orchestra e violinista francese († 1899)
- 22 settembre - William Des Vœux, funzionario britannico († 1909)
- 22 settembre - Isabel Thorne, attivista e medico britannica († 1910)
- 24 settembre - Franz Schweigger-Seidel, fisiologo tedesco († 1871)
- 25 settembre - Louis Douzette, pittore tedesco († 1924)
- 25 settembre - Désiré van Monckhoven, chimico, inventore e ottico belga († 1882)
- 30 settembre - Andreas Heusler, giurista svizzero († 1921)

## Ottobre(23)
- 1º ottobre - Giuseppe Tardio, avvocato italiano († 1890)
- 3 ottobre - Vilém Blodek, compositore, flautista e pianista ceco († 1874)
- 4 ottobre - Helen Lemmens-Sherrington, soprano inglese († 1906)
- 6 ottobre - Edmund Monson, diplomatico inglese († 1909)
- 6 ottobre - Alfred Joseph Naquet, chimico e politico francese († 1916)
- 10 ottobre - Aleksis Kivi, scrittore e drammaturgo finlandese († 1872)
- 12 ottobre - Amalia Filippina di Borbone-Spagna, nobile spagnola († 1905)
- 14 ottobre - Anatole De Baudot, architetto francese († 1915)
- 14 ottobre - Carl Pauli, linguista e etruscologo tedesco († 1901)
- 14 ottobre - Philipp Josef Pick, dermatologo austriaco († 1910)
- 15 ottobre - Oskar Emil Meyer, fisico tedesco († 1909)
- 17 ottobre - Giovan Battista Palazzotto, architetto italiano († 1896)
- 17 ottobre - Adriano Salani, tipografo e editore italiano († 1904)
- 18 ottobre - Hermann Cremer, teologo tedesco († 1903)
- 22 ottobre - Ferdinand Bonaventura Kinsky von Wchinitz und Tettau, nobile austriaco († 1904)
- 23 ottobre - Giovan Battista Falcone, patriota italiano († 1857)
- 23 ottobre - Gaspare Stanislao Ferrari, matematico italiano († 1903)
- 23 ottobre - Erminia Fuà Fusinato, poetessa, educatrice e patriota italiana († 1876)
- 23 ottobre - Hermann Usener, filologo classico tedesco († 1905)
- 24 ottobre - Demetrio Baffa, patriota italiano († 1911)
- 26 ottobre - Scipione Di Blasio, politico italiano († 1901)
- 27 ottobre - François Mocquard, erpetologo francese († 1917)
- 30 ottobre - Michele Stefano de Rossi, geofisico italiano († 1898)

## Novembre(31)
- 2 novembre - Levi Leiter, imprenditore statunitense († 1904)
- 3 novembre - Cosimo Burali-Forti, compositore e pittore italiano († 1905)
- 4 novembre - Allen D. Candler, politico e storico statunitense († 1910)
- 4 novembre - Giuseppe Ricca Rosellini, agronomo italiano († 1914)
- 4 novembre - Giuseppe Riva, pittore italiano († 1916)
- 5 novembre - Luigi Borgomainerio, decoratore, disegnatore e illustratore italiano († 1876)
- 6 novembre - Davide Lazzaretti, predicatore italiano († 1878)
- 8 novembre - Johann Karl Friedrich Zöllner, astrofisico tedesco († 1882)
- 10 novembre - José Hernández, scrittore, giornalista e poeta argentino († 1886)
- 11 novembre - Franz Steindachner, zoologo austriaco († 1919)
- 11 novembre - Louis Léon Vaillant, zoologo e naturalista francese († 1914)
- 13 novembre - Ignacio Manuel Altamirano, giornalista, politico e scrittore messicano († 1893)
- 13 novembre - Albano Lugli, pittore e ceramista italiano († 1914)
- 13 novembre - Nikolaj Grigor'evič Stoletov, generale russo († 1912)
- 13 novembre - Peter Arrell Brown Widener, imprenditore, filantropo e collezionista d'arte statunitense († 1915)
- 15 novembre - Giacomo Acqua, militare italiano († 1874)
- 15 novembre - Otto Deiters, anatomista e neurologo tedesco († 1863)
- 15 novembre - Marcus Reno, militare statunitense († 1889)
- 17 novembre - María Amparo Muñoz, nobile spagnola († 1864)
- 18 novembre - Carl Benjamin Klunzinger, medico e zoologo tedesco († 1914)
- 19 novembre - Mečislovas Leonardas Paliulionis, vescovo cattolico lituano († 1908)
- 19 novembre - Georg Hermann Quincke, fisico tedesco († 1924)
- 20 novembre - Maria di Baden, nobile († 1899)
- 20 novembre - Elizaveta Ėsperovna Belosel'skaja-Belozerskaja, nobildonna russa († 1907)
- 21 novembre - Hetty Green, imprenditrice statunitense († 1916)
- 22 novembre - Arthur-Léon Imbert de Saint-Amand, scrittore, storico e diplomatico francese († 1900)
- 23 novembre - James Thomson, poeta scozzese († 1882)
- 26 novembre - Serafino Vannutelli, cardinale e arcivescovo cattolico italiano († 1915)
- 27 novembre - Angelo Pietrasanta, pittore italiano († 1876)
- 28 novembre - Étienne Laspeyres, economista e statistico tedesco († 1913)
- 30 novembre - Aleksandra Sergeevna Al'bedinskaja, nobildonna russa († 1913)

## Dicembre(30)
- 2 dicembre - Demetrios Bernardakis, drammaturgo e storico greco († 1907)
- 3 dicembre - Luigi Sormani Moretti, politico italiano († 1908)
- 4 dicembre - Kawakami Gensai, rivoluzionario giapponese († 1871)
- 6 dicembre - Nicola Falconi, magistrato e politico italiano († 1916)
- 6 dicembre - Hermann Senator, medico tedesco († 1911)
- 8 dicembre - Caroline Stephen, filantropa e scrittrice inglese († 1909)
- 12 dicembre - Guglielmo di Schaumburg-Lippe, nobile († 1906)
- 13 dicembre - Francis Silas Marean Chatard, vescovo cattolico statunitense († 1918)
- 13 dicembre - Emidio Pacifici Mazzoni, giurista italiano († 1880)
- 14 dicembre - Giuseppe Mirri, politico e generale italiano († 1907)
- 15 dicembre - Casimiro Radice, pittore italiano († 1908)
- 15 dicembre - Orazio Spanna, giurista, avvocato e alpinista italiano († 1892)
- 16 dicembre - Léon Walras, economista francese († 1910)
- 17 dicembre - Francesco Cucchi, patriota e politico italiano († 1913)
- 18 dicembre - Michail Ivanovič Chilkov, politico e principe russo († 1909)
- 18 dicembre - Elena Gnoli, poetessa italiana († 1857)
- 18 dicembre - Luigi Guala, politico italiano († 1893)
- 18 dicembre - Ignazio Perricci, artista, decoratore e scultore italiano († 1907)
- 19 dicembre - Valentino Carrera, drammaturgo italiano († 1895)
- 20 dicembre - Carl von Than, chimico ungherese († 1908)
- 22 dicembre - Alfred Chapon, architetto francese († 1893)
- 23 dicembre - Julien Guadet, architetto francese († 1908)
- 23 dicembre - Sina Mesdag van Houten, pittrice olandese († 1909)
- 24 dicembre - Ernest Stamm, ingegnere francese († 1875)
- 25 dicembre - Nikolaj Aleksandrovič Serno-Solov'evič, scrittore e rivoluzionario russo († 1866)
- 27 dicembre - Stepan Stepanovič Leonov, generale russo († 1899)
- 28 dicembre - Pierre Jean Marie Delavay, missionario, botanico e esploratore francese († 1895)
- 31 dicembre - Stefano Gerbino di Cannitello, vescovo cattolico italiano († 1906)
- 31 dicembre - Kapiolani delle Hawaii, regina († 1899)
- 31 dicembre - Emilio Treves, imprenditore, editore e giornalista italiano († 1916)

## Senza giorno specificato(48)
- Albéric Allard, giurista belga († 1872)
- Robert Rowand Anderson, architetto scozzese († 1921)
- Giacomo Antonelli, ingegnere italiano († 1927)
- Tekla Bądarzewska-Baranowska, compositrice polacca († 1861)
- Cecilia Baring, nobildonna inglese († 1911)
- Peter Leonard Leopold Benoit, compositore belga († 1901)
- Charles Farrar Browne, umorista statunitense († 1867)
- Nicholas Procter Burgh, ingegnere britannico († 1900)
- Manfredo Cagni, generale e scrittore italiano († 1907)
- Carlo Alberto Cappa, direttore di banda e compositore italiano († 1893)
- Luigi Capponi, ornitologo e nobile italiano († 1921)
- Luigi Caroli, patriota e militare italiano († 1865)
- Ladislav Josef Čelakovský, botanico ceco († 1902)
- Edmond Dapples, medico e agronomo svizzero († 1914)
- Thereza Dillwyn Llewelyn, astronoma gallese († 1926)
- Peter Dodds McCormick, musicista scozzese († 1916)
- José Eugenio Ellauri, avvocato e politico uruguaiano († 1894)
- Eduardo Escalante, commediografo spagnolo († 1895)
- Ignacio León y Escosura, pittore, antiquario e collezionista d'arte spagnolo († 1901)
- Antonino Ferrarotto, filantropo e politico italiano († 1920)
- Margaret Garner, statunitense († 1858)
- Friedrich Goltz, fisiologo tedesco († 1902)
- Michail Pavlovič Grabbe, generale russo († 1877)
- Aimé Guerlain, profumiere francese († 1910)
- Luigi Guglielmi, scultore italiano († 1908)
- Rudolf Heidenhain, fisiologo tedesco († 1897)
- Ljuben Karavelov, scrittore bulgaro († 1879)
- Angelo Lana, scultore italiano
- Rosalie Loveling, scrittrice olandese († 1875)
- Augusto Marini, poeta italiano († 1897)
- Pietro Marubi, patriota, fotografo e pittore italiano († 1903)
- Vincenzo Mastronardi, brigante italiano († 1861)
- Wilhelm Mauser, inventore tedesco († 1882)
- Giuseppe Murnigotti, inventore italiano († 1903)
- Norodom, re cambogiano († 1904)
- Julia Pastrana, circense messicana († 1860)
- Giuseppe Patricolo, architetto italiano († 1905)
- Riyad Pascià, politico egiziano († 1911)
- Agostino Sacchitiello, brigante italiano
- Majid bin Sa'id di Zanzibar, sultano tanzaniano († 1870)
- Augusto Silvestrelli, politico italiano († 1915)
- Emil Stang, politico norvegese († 1912)
- Marco Ji Tianxiang, medico e santo cinese († 1900)
- Carlo Torretta, generale italiano († 1905)
- Antonio Valdoni, pittore italiano († 1890)
- Felice Vinatieri, direttore di banda, compositore e militare italiano († 1891)
- William John Wills, esploratore britannico († 1861)
- Robert B. Wormald, scacchista e compositore di scacchi britannico († 1876)